# Нененко Валерій Георгійович
Валерій Георгійович Нененко (рос. Валерий Георгиевич Нененко; нар. 30 березня 1950, Воронеж, РРФСР) — російський радянський футболіст, нападник, тренер.

## Клубна кар'єра
Футболом почав займатися в 7 років. У 12 років записався в секцію ФК «Енергія» (Воронеж). Після закінчення школи, у вересні 1967 року, що Валерія зарахували в команду майстрів «Труд». Два роки виступав за дублюючий склад команди. Грав на позиції центрального нападника або нападника зі зміщенням вліво. У 1969 році переведений до основного складу.
У 1970 році перейшов у смоленську «Іскру», де одночасно проходив військову службу. Після «Іскри» недовго грав за «Металург» (Жданов) і рік в ФК «Металург» (Липецьк).
Після Липецька повернувся в рідний Воронеж, де грав за «Труд» з другого кола 1974 року і до 1977 року. У 27 років завершив кар'єру гравця.
Ось як сам себе оцінював Валерій Нененко:
|                   | Посередній гравець другої ліги. Частенько перетримував м'яч, вважався індивідуалістом. Володів непоганим ударом з правої ноги, вмів пробити головою, добре біг. Але не вистачало технічної оснащеності, може навіть, більшою спритністю у володінні м'ячем. Інше [також] було при мені, особливо самовідданість |
| — Валерій Нененко | |

Кандидат у майстри спорту. Залучався до складу юнацької збірної РРФСР.

## Кар'єра тренера
Закінчив Воронезький педагогічний інститут. Також закінчив Вищу школу тренерів, де навчався разом з Валерієм Газзаєвим, Олександром Тархановим, Леонідом Ткаченком, Олексієм Петрушиним, Володимиром Онищенком та іншими.
На тренерській роботі з 1977 року. Десять років працював дитячим тренером у ДЮСШ-15 (Воронеж).
З 1988-1989 років, поєднуючи навчання в ВШТ, працював другим тренером ФК «Факел», де відповідав за фіксацію техніко-тактичних дії, начитував на диктофон, потім розшифровував.
Після цього працював головним тренером ФК «Буран» (Воронеж), «Факел», «Кристал».
Найуспішнішим періодом тренерської кар'єри Нененка вважається робота в «Факелі» з 1999 по 2001 роки. У грудні 1998 року його, успішного тренерв смоленського «Кристалу», запросив на тренерський пост президент «Факела» Юрій Михайлович Батищев. Нененко відмовився від трикімнатної квартири в Смоленську й прийняв запрошення. У 1999 році «Факел», посівши друге місце в першому дивізіоні, вийшов у вищий дивізіон, де грав протягом двох сезонів. Цей результат є найкращим в історії клубу.
Після «Факела» тренував ФК «Чорноморець», «Салют-Енергія», «Динамо» (Воронеж).
У 2005 році працював головним тренером ФК «Ротор-2».
У 2006 році тренував «Факел». Взимку 2007 року звільнений з клубу, через важку фінансову ситуацію в команді.
У 2012 році тренував ФК «Астрахань». Залишили команду через розбіжності з президентом клубу Олександром Колосовим.
Викладав на тренерських курсах підвищення кваліфікації МОА «Чорнозем'я». З вересня 2013 року — тренер дитячої команди «Спарта» (Воронеж).

## Сім'я
Батько — Георгій Миколайович все життя пропрацював водієм міжміського автобуса. Помер у 1990 році.
Мати — Луїза Олексіївна, закінчивши технікум, працювала майстром, потім начальником цеху на заводі радіодеталей. У 1964 році перейшла на завод «Електроніка». Померла в 2010 році.
Брат — Сергій Георгійович.
Одружений. Одружився в 26 років. У 1977 році народився син Роман.

## Досягнення

### Клубна кар'єра
- Друга ліга СРСР (2 зона)
  -  Чемпіон (1): 1971

## Кар'єра тренера
- Перший дивізіон ПФЛ
  -  Срібний призер (2): 1999, 2002 (вихід у Вищий дивізіон)